# Нестеров Михайло Васильович
Михайло Васильович Нестеров (нар. 19 (31) травня 1862, Уфа, Оренбурзька губернія, Російська імперія — пом. 18 жовтня 1942, Москва, РРФСР, СРСР) — російський та радянський живописець, заслужений діяч мистецтв РРФСР (1942), Лауреат Сталінської премії першого ступеня (1941).

## Життєпис
Художник народився в патріархальній родині забезпечених купців в провінції. Батько належав до стану купців, але внутрішньо мало цікавився торгівлею, був прихильником книг, однак не насмілювався ще перетнути соціальні кордони, практично феодальні обмеження. Саме він радо вітав наміри сина відійти від торгівлі і купецтва і підтримував сина на новому шляху. Економічний розвиток Російської імперії після обмежених реформ Олександра II сприяв як зростанню капіталістичної економіки, так і вільнішому переходу осіб з одного стану в другий за умов здібностей, ініціативи, освіти, фінансового успіху. Цим і скористався Михайло Нестеров.
Гімназію Михайло Нестеров закінчив в Уфі. Художню освіту опановував в Московському училищі живопису, скульптури і архітектури, де на його внутрішній світ мав значний вплив художник і викладач Перов Василь Григорович (1833–1882). Дух передвижництва, настанови реалізму, які поділяв Перов, приваблювали молодого провінціала. У Нестерова почався довгий шлях пошуків власної художньої манери, самовдосконалення і самоосвіти. Перші твори молодого студента мали відбиток побутовості і впливів тематики «передвижників» («Гра в сніжки», «Домашній арешт», «Знавець»). Але ці теми не матимуть продовження в подальшій художній кар'єрі митця.
Недовгий час він провів в Петербурзькій Академії мистецтв, але консервативна педагогічна система Академії не мала значного впливу на студента. Він використав перебування в Петербурзі для самоосвіти, часто відвідував Імператорський Ермітаж, копіював картини західноєвропейських митців. Навчання закінчував в Москві, куди повернувся 1883 року. Працював художником у декількох виданнях і журналах («Нива», «Всемирная илюстрация»), виконав ілюстрації до роману Л. Толстого «Анна Кареніна».
Серед знайомих цього періоду — Суриков Василь Іванович, Левітан Ісаак Ілліч, Ярошенко Микола Олександрович.
У 1889 здійснив першу закордонну подорож маршрутом Відень—Венеція—Флоренція—Рим—Неаполь—Капрі—Мілан—Париж—Берлін—Дрезден. Йому було важко розібратися в бурхливому мистецькому житті європейських столиць, але ні здобутки імпресіонізму, еклектики, декадансу, ні пізнього академізму і салонного мистецтва ніяк не вплинули на молодого художника. Він розчаровано відгукнувся на твори захваленого Макарта, надав перевагу Яну Матейко, а серед французів — Пюві де Шаванну та Бастьєн—Лепажу, близьких смакам Нєстєрова потягом до монументального у де Шаванна, недекадентського і реалістичного у Бастьєн—Лепажа. З настановами імпресіонізма він стикався ще в творах Валентина Сєрова, знав його «Дівчинку з персиками» під час відвідин садиби Абрамцево. Але сам працював інакше, неімпресіоністично. Сам відчув, що на острові Капрі створив найкращі серед власних ескізів.
Друга подорож за кордон здійсниться лише 1908, коли значно зміцніє матеріальний стан художника.
Ще під час двох останніх років в Московському училищі, у Нестерова розпочався гарячковий пошук власної великої теми, якій він жадав би віддати свої здібності і роки власного життя. У нього виробилась приємна техніка використання широких, пастозних мазків, прихильність до реалізму, ретельність у відтворенні образів на полотні. Біля його ескізів збирався натовп. Гірше було з тематикою та психологізмом. Портрети батька та матері, «Дівчина в кокошнику» — реалістично фіксують побачене, але не мають індивідуального підходу, нагадують то скутого, провінційного портретиста, то нереалістичні твори Володимира Маковського з його нескінченними бояришнями в старовинних шатах і перлах. Рання картина «За приворотним зіллям» (1888), досконала за виконанням, але занадто фольклорна і майже з серії «побутових анекдотів».
Спроби звертання до історичних композицій були невдалими («На раду до боярина», «Іван Сусанін», «Костюм блазня. Боярин Д. Морозов перед царем Іваном Грозним», «До государя посланці»).
Пісенно-фольклорні мотиви притаманні картині «Два лади» з зображенням закоханої пари з ідеалізованої старовини. Але це не реальність, а майже кришталева мрія, ілюстрація до пісні, здатна прикрасити часопис. Він таки створить власний художній світ, далекий від задушливої російської реальності і негараздів, ліричний, дещо фольклорний і релігійний, куди намагатиметься покликати усіх поневолених і травмованих. Це було його особисте Біловоддя, вимріяна батьківщина, створена фантазією художника, крихка і нетутешня. Саме тому так довго працював він над картинами «Шлях до Христа», «Душа народу», де намагався поєднати біблійне з реальним — Христа і пораненого на милицях, священство і сліпого офіцера з сестрою милосердя, виснажених жінок і підлітків в натовпі з неканонічними сюжетами. Намагався — щиро, вийшло — незвично, невдало, непереконливо.

## Триптих про Сергія Радонезького

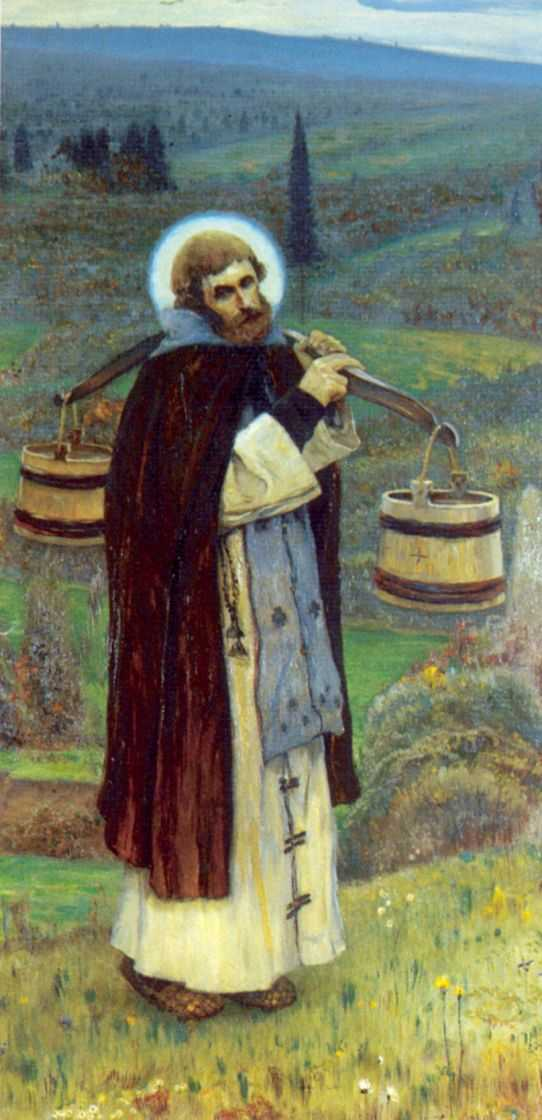
Ліва стулка триптиха

Серед перших спроб художника у релігійному живописі — триптих «Труди преподобного Сергія». В ту добу звернення до триптиха було дивацтвом, анахронізмом і майже поверненням до середньовічних форм. Саме таку форму забажав використати Нестеров в намаганні створити картинний цикл про ідеальну людину, яку вбачав у Сергії. Його славну діяльність сприймав через призму іноземних, національних святих Франції жіночої статі — Жанни д'Арк та Святої Женев'єви. Російським аналогом святих Франції історичного минулого своєї батьківщини для нього і став преподобний Сергій. В двох картинах циклу він подав Сергія саме під час праці — на центральній Сергій пиляє колоду, допомагаючи будувати дерев'яну споруду монастиря, на стулці ліворуч — несе воду коромислом. Лише на правій стулці глядач бачить наслідки праці преподобного — готовий монастир взимку, зразки російської дерев'яної архітектури північних районів і самого Сергія, поданого чи то в задумі, чи то в молитві на дворі. Всі картини — без зайвого пафосу, містицизму, ажіотажу. (Форму триптиха пізніше використає і його учень Корін Павло Дмитрович у циклі «Олександр Невський»).

## Релігійний живопис

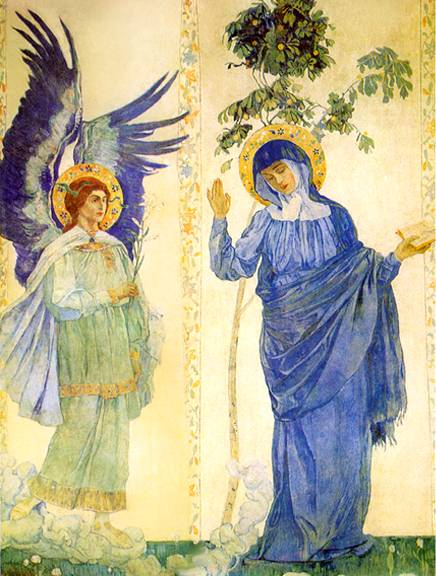
Ескіз до сцени «Благовіщення» в храмі Покрова Богородиці, Москва

На свідомість художника сильно вплинула смерть його молодої дружини. Він, вихований в побожній родині, знову навернувся до релігії, до церкви, почав і сам служити православній церкві власним мистецтвом. В творчому доробку майстра можна знайти чимало картин релігійної тематики — «Жінки мироносиці», «Христос воскрешає померлого Лазаря», «На шляху в Емаус», «Голгофа», «Вознесіння». Привабив художника і царевич Димитрій, убитий дитиною нібито за дорученням Годунова. Він подасть Димитрія з царським вінцем на тлі берез і з дивацькою посмішкою блаженного. Картини Нестерова релігійної тематики викликали і спротив, і неоднозначні відгуки. Про «Царевича Димитрія» писали: «Царевича Димитрія подано тут не стільки воскреслим з душею і тілом, як то витікає з християнських уявлень, а якимось страшним і водночас тремтливим маревом…, котре досі збурює забобонну уяву народу, викликаючи в ньому жахи і жалі».
На зламі 19-20 ст. він створив стінописи в церкві містечка Абастумані в Грузії. Але манера стінописів Нєстєрова занадто нагадувала манеру художника Віктора Васнецова, відомого церковного митця, могутньо підтримуваного тогочасними очільниками російського, імперського православ'я. Хоча в стінописах Нєстєрова має відбиток і дещо більша монументальність, ніж у Васнецова, і тепла молитва, і фольклорність.
Єдиний релігійний стінопис в Москві художник виконав в новоствореному храмі Покрова Богородиці в Марфо-Маріїнській оселі. До створення храму залучили найкращих на той час митців. Проєкт створив архітектор Щусев Олексій Вікторович, кам'яні рельєфи на стінах — архітектор і скульптор Н. Тамонькин, різьблені фігури архангелів та рослинні візерунки на семи дубових дверях храму — М. Ружейников. Це були стилізації під сиву старовину, але майстерно поєднані зі стилістикою сецесії. Під ризницею в нижньому храмі молодий художник Павло Корін теж створить стінописи. Його вихователь Нестеров виконав як стінопис в храмі, так і ескізи мозаїк для фасадів храму Покрова Богородиці (це «Богоматір з Христом» та «Спас»). За часів більшовиків 1926 р. храм зачинять, іконостас виламають і віддадуть в Третьяковку, а храм викреслять зі списків пам'яток архітектури. В приміщенні господарював клуб «Санпросвіта», очільники якого намагались поруйнувати бані, збити фрески. Вдалося закрити стінописи дерев'яними панелями і сховати іконостас. В повоєнні десятиліття тут розмістили реставраційні майстерні, що і врятувало пам'ятку від знищення.
Так вперше Нестеров знайшов власну велику тему в релігійному живопису і в портреті. І ще — в пейзажі. Найкращі звершення митця були саме в цих жанрах. Картини «Пустельник» та «Видіння підлітка Вартоломея» придбали до збірок Третьяковської галереї, що було визнанням майстерності змужнілого художника. Визнання пейзажних творів художника, тобто пейзажних ескізів, прийде пізніше, бо вони і індивідуальні, і, водночас, споріднені з найкращими пейзажами Левітана.
Жовтневий переворот 1917 р. прийшовся на п'ятдесят п'ятий рік життя художника, шанованого царською родиною, що досягнув матеріального статку, одруженого і дітного. Він не міг сприймати привітно руйнацію звичного стану, мітинги, бандитизм. Два роки перебував поза столицями: офіційний привід — лікував запалення легенів на півдні (Армавір, Кисловодськ). Коли повернувся до Москви, дізнався про жахи більшовизму і голод, мільйонну еміграцію з країни. Трагічний стан справ довершили повне знищення бібліотеки, картин художника і приватного архіву, залишених у Москві. А навколо страждали, гинули або помирали найкращі люди його оточення. Справжні настрої митця цих перших років по жовтневому перевороту 1917-го відбились в картинах з суворими, пристрасними героями — «Філософи», «Дівчина біля ставка», незвичні для творчості художника, котрий старанно уникав сильних почуттів, драматичних сюжетів, навіть пафосної природи. Виходу зі станів катастофи старий художник не знав, але вбачав його в покорі Божій волі (заспокоєний П. Флоренський в картині «Філософи»), чи в марних надіях на незрозуміле майбутнє («Дівчина біля ставка»). Він і покорився Божій волі і не емігрував з країни, перейшовши на позиції «внутрішньої еміграції». Коли бачив марні зусилля оточення врятувати Марфо-Маріїнську обитель в більшовицькій Москві, гірко зауважив: «Уся Росія загинула, а Ви намагаєтесь врятувати одну церкву».
Приховано він ще деколи повертався до релігійного живопису(«Ольга Київська», 1927 рік), але релігійний живопис в СРСР зникав і зійшов на нівець. Мистецтво СРСР мало агресивний, пропагандистський характер з могутнім впливом цензури і заборони на використання як цілих галузей попереднього митецького періоду (іконопис, монументальне сакральне мистецтво, сакральна архітектура, парадний портрет), так і заборону на формальні пошуки, заборону на стилістику модерних форм, декларованих як шкідливих ідеологічно, антирадянських і чужинських(кубізм, експресіонізм тощо). Сталася чудернацька ситуація наявності високої, але чужої культури панівного класу, яка не була потрібна в країні ні варварському уряду, ні люмпенському і агресивному населенню, яке і раніше не було ні носієм панської культури, ні її охоронцем чи продовжувачем.
Нестров на новому етапі обрав для себе портретний жанр. Бо він єдиний в межах СРСР надавав йому можливість спілкування з талановитими сучасниками (акторами, співаками, науковцями, художниками) і якось задовольняв потяг до реальної краси. Відпочивав він і при створенні пейзажів, які не мали жодних ознак розказачення, колективізації, індустріалізації і безбожної п'ятирічки. Навіть його передсмертна картина «Пейзаж. Село восени» (1942, Третьяковська галерея) наче прийшла з допереворотних років його життя.
Сталінські репресії не обійшли стороною і самого художника, і його родину. 1938 року М. В. Нестерова арештували і запроторили до Бутирської тюрми. Але 76-річного старого випустили за два тижні.
Був арештований і зять старого художника, відомий тоді юрист В. Н. Шретер. Шретера звинуватили в шпигунстві (розповсюджений привід НКВС для арешту і страти особи), а потім розстріляли. Донька художника О. М. Нестерова відбувала заслання в місті Джамбул.
Аби привласнити художню спадщину авторитетного і старого художника, йому таки дадуть Сталінську премію 1941 року. А по смерті художника майже всі твори митця передадуть до збірок жорстко контрольованої Третьяковської галереї.
Помер в Москві. Похований на Новодівочому кладовищі.

## Нестеров і Київ
Україну Нестеров сприймав як частину Русі. Все «українство» сприймалось як відвід від Святості Русі — в пекло і погибель. Тому Нестеров не помічав українського в місті Київ, не помічав він українського і в зросійщених ділках на кшталт А. Прахова, професора Університету Св. Володимира.
Як керівник по декоруванню щойно вибудованого Володимирського собору, А. Прахов і запросив Нестерова попрацювати в соборі. (Для собору Нестеров написав образи Св. Бориса і Гліба, Варвари Великомучениці, Св. Михаїла тощо. Але сам зізнався в листах 1890, що Михайло Врубель чи Валентин Сєров зробили б це куди цікавіше). Був присутнім на освяченні собору 20 серпня 1896.
Саме в Києві Нестеров працював над картиною з трагічною долею «Великий постриг» (нині Державний Російський музей, Санкт-Петербург), створював «Труди преподобного Сергія» і картини «Мовчання», «Святе озеро», «Два лади», ескізи для стінописів церкви в Абастумані, працював над образами церкви в Новій Чорториї (садиба пані Оржевської). В Києві зустрічався з відомим співаком Федором Шаляпіним, що приїздив туди на гастролі 1902.

## Вибрані твори
- Портрет художника Перова в домовині, 1882, Єкатеринбурзький музей образотворчих мистецтв
- «Кабінет батька художника», Уфа, Башкирський державний художній музей імені М. В. Нестерова
- «Мати художника», до 1894, Третьяковська галерея
- «Дівчина в кокошнику», 1885
- «За приворотним зіллям» (1888), Саратовський художній музей імені Радищева
- «Пустельник», 1889, Третьяковська галерея
- «Околиця садиби Абрамцево», 1889
- «Видіння підлітку Вартоломею», 1890
- «Юнацтво Сергія Радонезького», 1892
- Ескізи мозаїк для храму Воскресіння Христова в Петербурзі, 1894
- «На схилах», 1896
- Стінописи в Марфо-Маріїнській обителі, Москва
- Стінописи в церкві в Абастумані, («Юрій Змієборець», «Успіння Олександра Невського»), 1900, Грузія
- «Пейзаж навесні», 1901
- «Мовчання», 1903, Третьяковська галерея
- «Портрет Н. Г. Яшвіль», 1905
- «Два лади», 1905
- «Донька Ольга Нестерова» або «Амазонка», 1906, Російський музей, Санкт-Петербург
- «Ян Станіславський» (польський художник-пейзажист), 1906
- «Письменник Лев Толстой», 1907
- «Кущ трав'янистої півонії», 1908, приватна збірка
- «Капрі. Розквітлий мигдаль», 1908, приватна збірка
- «Капрі. Брама монастиря», 1908, приватн. збірка
- «Письменник Максим Горький», Музей О. М. Горького, Москва
- «Сестри», 1912, Національний художній музей Республіки Білорусь, Мінськ
- «Пейзаж. Батьківщина письменника Аксакова», 1914, Уфа, Башкирський державний художній музей імені М. В. Нестерова
- «На садовій лаві», 1914, Київська національна картинна галерея, Україна
- Ескізи мозаїк для фасадів храму Покрова Богородиці «Богоматір з Христом» та «Спас», Москва
- «Сестра милосердя Саша», 1915
- «Автопортрет», 1915, Російський музей, Санкт-Петербург
- «Душа народу», 1916, Третьяковська галерея
- «Філософи», 1917, Третьяковська галерея
- «Христос воскрешає померлого Лазаря», 1919, Уфа, Башкирський державний художній музей імені М. В. Нестерова
- «Філософ», (Ільїн Іван Олександрович, філософ-ідеаліст), 1922, Державний Російський музей, Санкт-Петербург
- «Портрет Павла Коріна», 1925, Меморіальний музей-квартира П. Д. Коріна, Москва
- «Сліпий музика», 1928, Російський музей, Санкт-Петербург
- «Благовіщення»
- «Несення хреста»
- «Св. Кирило»
- «Дівчина біля ставка», 1923
- «Портрет художника Віктора Васнецова», 1925
- «Хвора дівчина», 1928
- «Автопортрет», 1928
- «Подвійний портрет братів Коріних», 1930
- «Портрет скульптора Шадра», 1934, Третьяковська галерея
- «Портрет академіка Івана Петровича Павлова», 1935, Третьяковська галерея
- «Портрет хірурга Юдіна», 1935, Третьяковська галерея
- «Отто Юлійович Шмідт», 1937, Національний художній музей Республіки Білорусь, Мінськ
- «Ксенія Георгіїва Держинська», (співачка) 1937,, Третьяковська галерея
- Круглікова Єлизавета Сергіївна, (художниця), 1938, Третьяковська галерея
- «Портрет скульптора Віри Мухіної», 1940, Третьяковська галерея
- «Портрет архітектора Щусєва», 1941, Третьяковська галерея
- «Пейзаж. Село восени», 1942, Третьяковська галерея

## Галерея

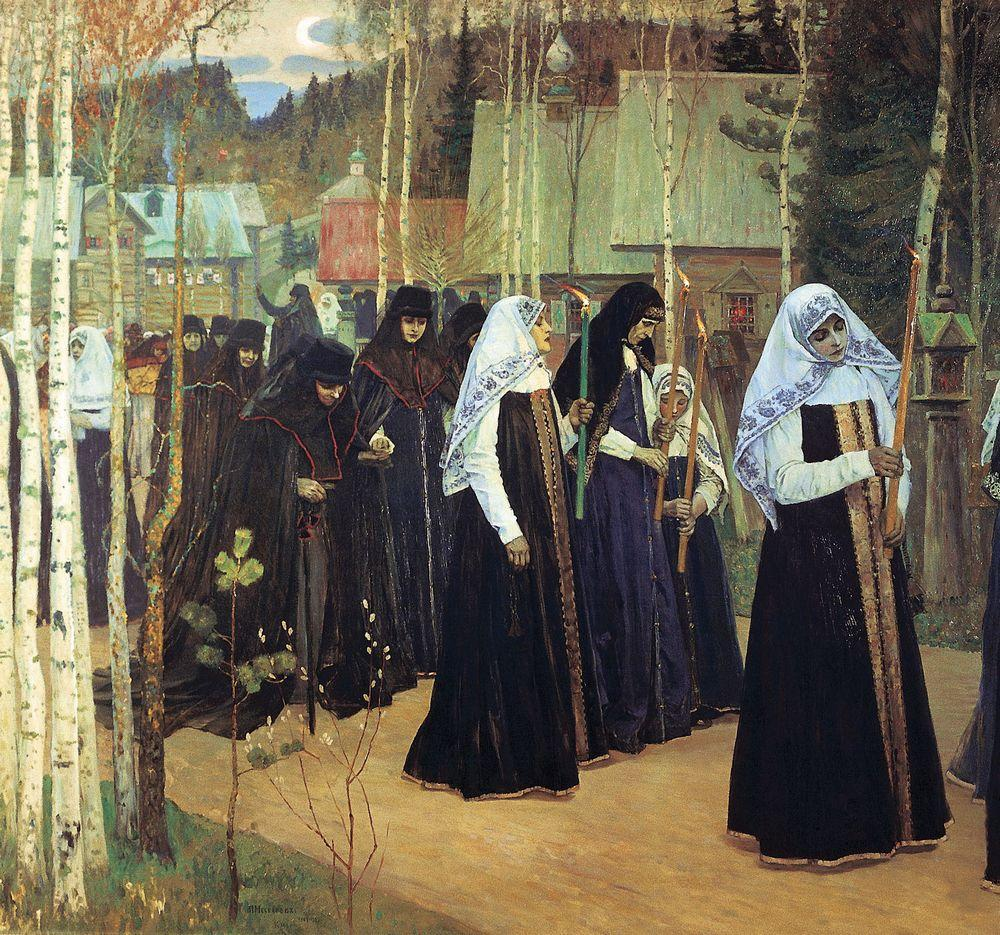
«Великий постриг» (Державний Російський музей
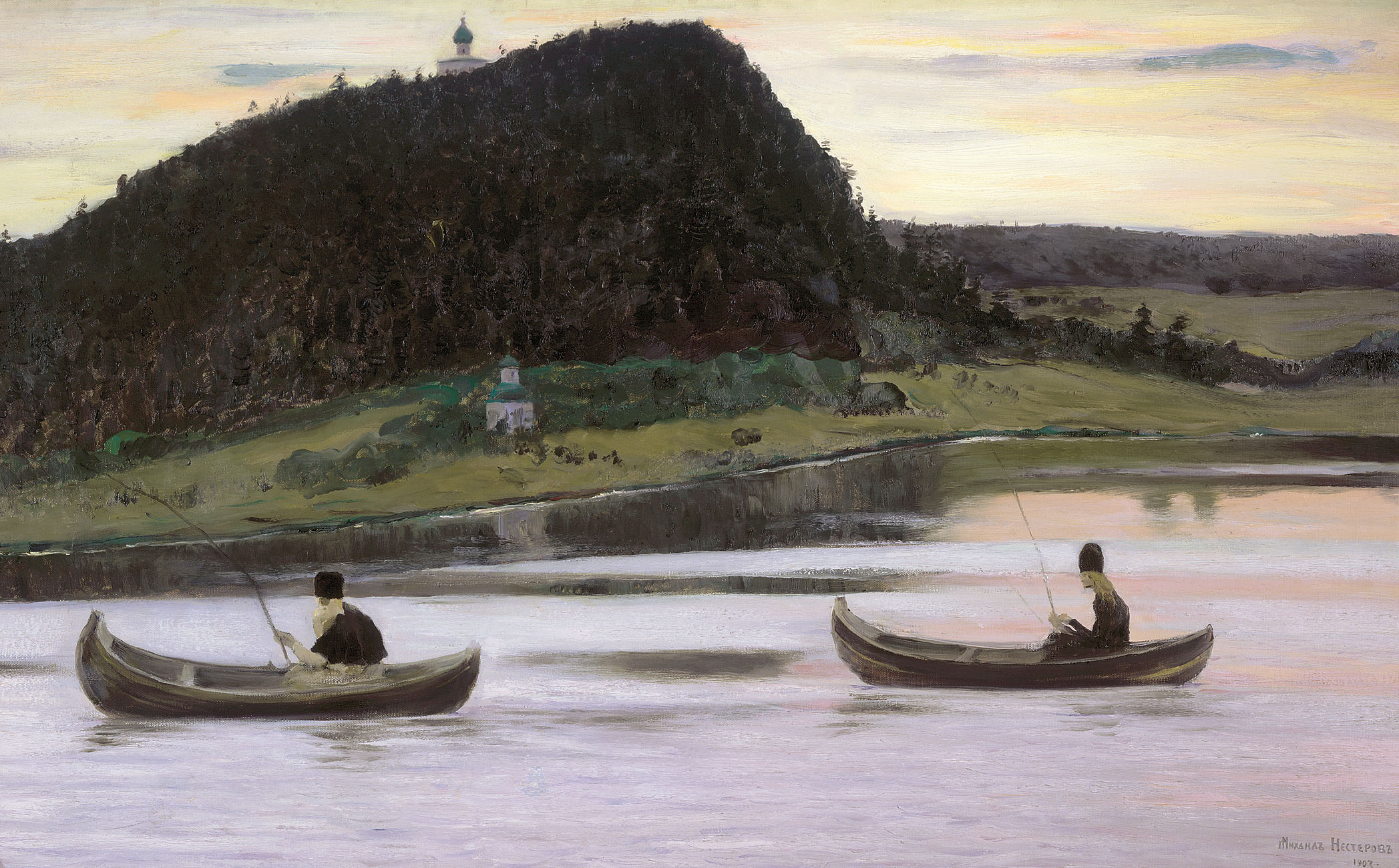
«Мовчання», 1903, Третьяковська галерея
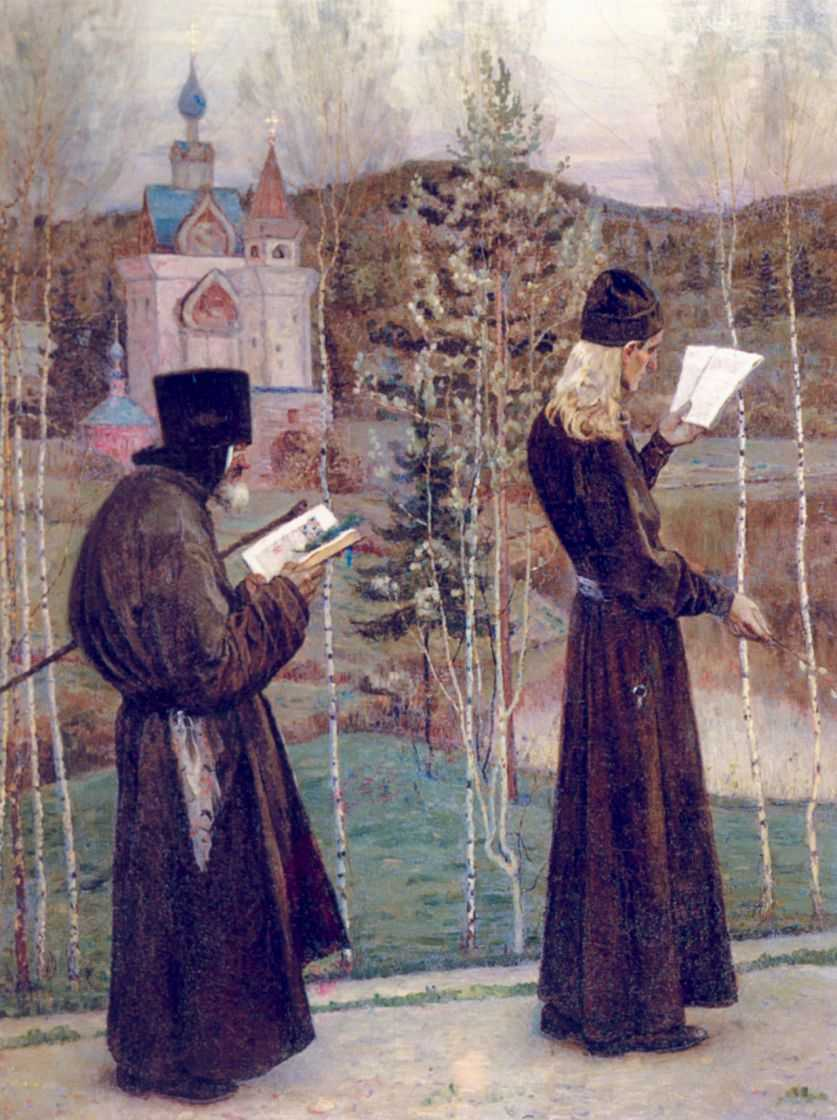
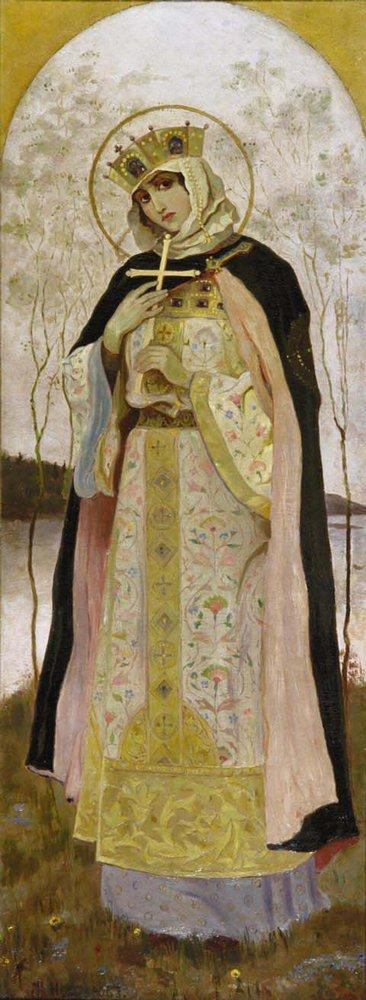
Ольга, Київська княгиня, 1892, Володимирський собор
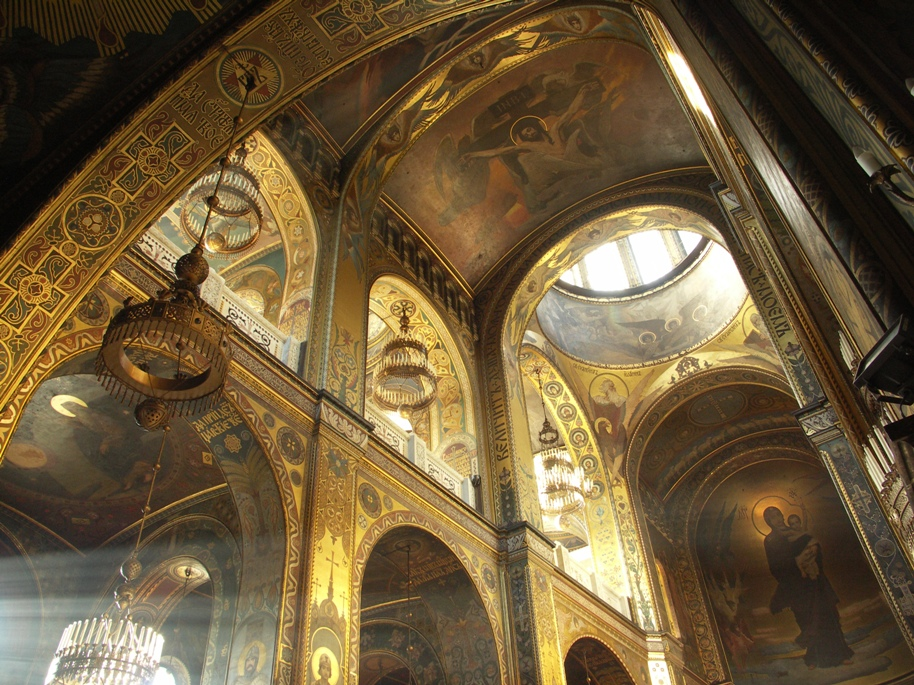
Володимирський собор, Київ, головна нава.

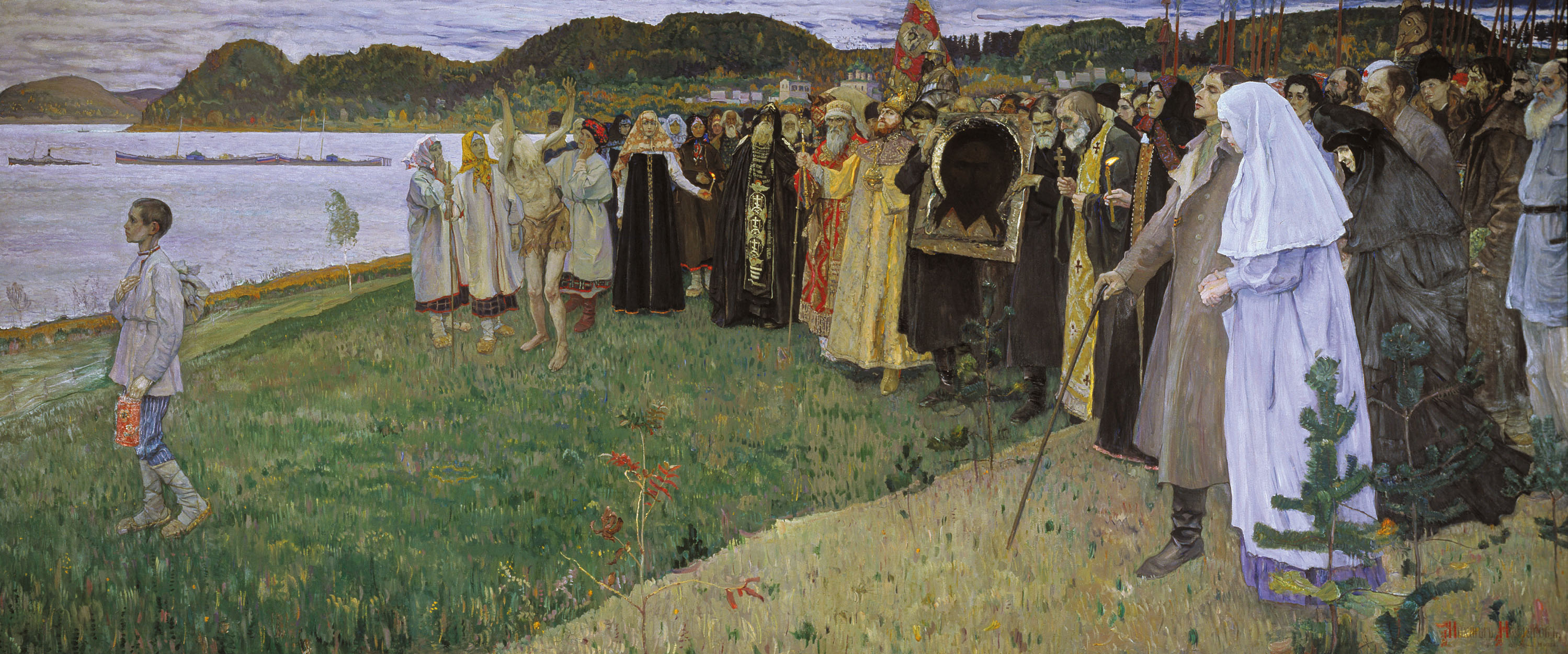
«Душа народу», 1914—1916, Третьяковська галерея

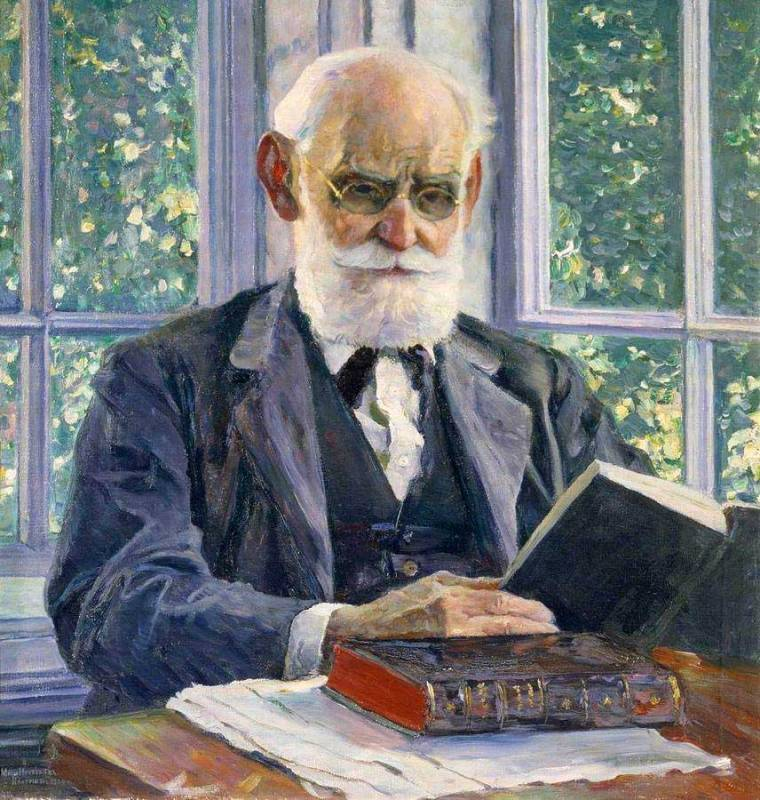
Портрет Івана Павлова (1930)

## Джерела і ресурси інтернету

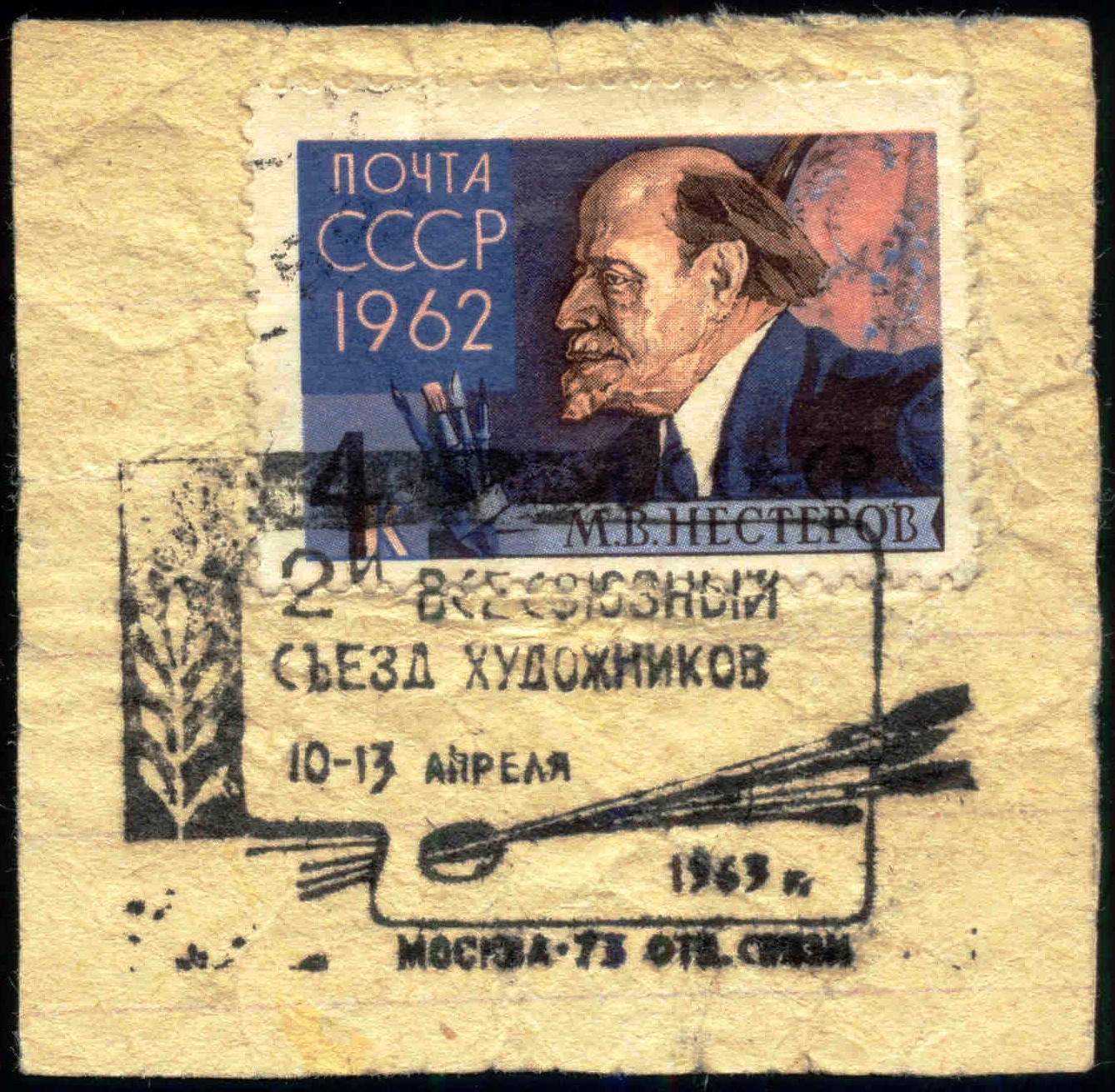
Поштова марка на честь художника, 1962 рік.